# Scorpaenopsis insperatus
Scorpaenopsis insperatus is een straalvinnige vissensoort uit de familie van schorpioenvissen (Scorpaenidae). De wetenschappelijke naam van de soort is voor het eerst geldig gepubliceerd in 2004 door Motomura.